# Остаци цркве Светог Димитрија у Пећи
Остаци цркве Светог Димитрија у Пећи налазе се у Пећи, насељеном месту и седишту истоимене општине, на Косову и Метохији. Представљају непокретно културно добро као споменик културе.
Рушевине ове богомоље налазе се у тзв. Метиној ливади, на левој обали Бистрице, над извором Црне воде. Црква је била правоугаоне основе са полукружном апсидом, призиданом припратом и кубетом над наосом. Подигнута је у 14. веку и сматра се да је представљала једну од помоћних богомоља ширег подручја патријаршијског средишта у Пећи. Сачувани су и остаци фресака са ћирилским словима.

## Основ за упис у регистар
Решење Покрајинског завода за заштиту споменика културе у Приштини, бр. 989 од 30.12.1966. г. Закон о заштити споменика културе (Сл. гласник СРС бр. 3/66).